# 테러리스트 (1983년 영화)
《테러리스트》(Exposed)는 미국에서 제작된 제임스 토백 감독의 1983년 드라마 영화이다. 나스타샤 킨스키 등이 주연으로 출연하였고 제임스 토백 등이 제작에 참여하였다.

## 출연

### 주연
- 나스타샤 킨스키
- 루돌프 누레예프

### 조연
- 하비 케이틀
- 이안 맥쉐인
- 비비 앤더슨
- 론 랜덜
- 삐에르 클레멘티
- 도브 고테스펠드
- 제임스 루소
- 마리온 바렐라
- 머레이 모스턴
- 스테파니 패로우
- 칼 리

## 기타
- 협력프로듀서: 브라이언 해밀
- 미술: 브라이언 이트웰
- 의상: 크리스티 지아
- 배역: 로이스 플란코